# Les Saignantes
Les Saignantes è un film del 2005 diretto da Jean-Pierre Bekolo.
Pellicola prodotta da Camerun e Francia; è stata presentata anche al 27º Festival del Cinema Africano di Verona.

## Trama
Camerun, 2025. Nel corso di un incontro erotico fra la protagonista Majolie ed un importante politico, l'uomo ha un attacco di cuore e muore. La ragazza decide di chiamare subito la fedele amica Chouchou per cercare un modo di liberarsi del cadavere e cercare una via d'uscita dall'inferno di una società intrisa di politica, sesso, morte e corruzione.

## Produzione

### Regia
Il regista camerunese Bekolo punta il dito contro la corruzione dilagante nel sistema politico del suo paese e tratteggia uno scenario pessimistico in cui sono annullate le speranze di miglioramento della situazione.

## Accoglienza
Nonostante la censura subita da parte del governo camerunese, (che accusava Bekolo di attacco diretto al regime del Camerun e pornografia), il film ha riscosso un successo internazionale e partecipato a numerosi festival in selezione ufficiale, come il Fespaco in Burkina Faso, il Festival di Bruxelles, il Festival di Barcellona, il Durban International Film Festival in Sudafrica, il Festival International du Film de Quartier di Dakar, il Festival Internazionale del Film di Torino, il Festival del Cinema Africano di Verona e il Toronto International Film Festival in anteprima mondiale nel 2005.

## Riconoscimenti
Les Saignantes si è aggiudicato il secondo premio, Etalon d'argent al Fespaco nel 2007 e il Premio per la miglior interpretazione femminile, vinto dalle due protagoniste. Si è anche aggiudicato una menzione sperciale della Giuria al Festival Internazionale del Film di Torino nel 2005.